# B. Kliban
Bernard Kliban, detto Hap (New York, 1º gennaio 1935 – 12 agosto 1990), è stato un fumettista statunitense.
Studiò al "Pratt Institute". Inizialmente passò il suo tempo dipingendo e a viaggiando per l'Europa prima di sistemarsi in California nei pressi di San Francisco. È conosciuto principalmente per il libro Cat, una collezione di cartoon sui gatti disegnati nello stile detto di Kliban; secondo Art Spiegelman, Kliban inventò la forma di cartoon, poi resa popolare da Gary Larson ed altri, di un singolo pannello con un terzo personaggio che descrive la scena.

## Opere
- Never Eat Anything Bigger Than Your Head and Other Drawings, 1976 (ISBN 0911104674)
- Whack Your Porcupine, and Other Drawings, 1977 (ISBN 0911104925)
- Tiny Footprints, 1978 (ISBN 0894800310)
- Two Guys Fooling Around With The Moon, 1982 (ISBN 0894801988)
- Luminous Animals and Other Drawings, 1983 (ISBN 0140068619)
- The Biggest Tongue in Tunisia and Other Drawings, 1986 (ISBN 0140072209)
- Cat: Seventeenth Anniversary Edition, 1992 - postuma (ISBN 1563052849)